# Jürgen Hingsen
Jürgen Hingsen (* 25. ledna 1958, Duisburg, Severní Porýní-Vestfálsko) je bývalý západoněmecký atlet, jehož specializací byl desetiboj.
Jeho prvním úspěchem byla bronzová medaile z juniorského mistrovství Evropy v Doněcku v roce 1977. V osmdesátých letech 20. století patřil společně s Britem Thompsonem k nejlepším desetibojařům světa. Kromě stříbra z olympijských her v Los Angeles vybojoval stříbro i na prvním mistrovství světa v Helsinkách 1983 a dvě stříbrné medaile získal také na mistrovství Evropy v Athénách 1982 a ve Stuttgartu 1986.
V roce 1987 na druhém mistrovství světa v atletice v Římě desetiboj nedokončil. O rok později závod nedokončil také na letních olympijských hrách v jihokorejském Soulu, kde byl diskvalifikován hned v úvodní disciplíně, běhu na 100 metrů.

## Světové rekordy
Třikrát vytvořil v desetiboji světový rekord. Poprvé se stal světovým rekordmanem 15. srpna 1982, kdy v Ulmu nasbíral 8 723 bodů (8 741). Ve stejném roce však Daley Thompson z Velké Británie nasbíral v Athénách 8 743 bodů (8 774). Na první místo historických tabulek se Hingsen vrátil 5. června 1983 ve Filderstadtu, kde vylepšil hodnotu světového maxima na 8 779 bodů (8 825).
Vlastní světový rekord vylepšil 9. června 1984 v Mannheimu, kde posunul světové maximum na 8 798 bodů (8 832). Ještě v témž roce však světový rekord vylepšil Daley Thompson, který na letních olympijských hrách v Los Angeles získal zlatou medaili. Původně se na jeden bod přiblížil Hingsenovu rekordu. Po následné opravě však rekord vyrovnal (8 798) a po změně bodovacích tabulek byl jeho výkon přepočten na 8 847 bodů.